# Xun (Hebi)
Xun (chinesisch 浚县, Pinyin Xùn Xiàn) ist ein Kreis in der Provinz Henan der Volksrepublik China. Er gehört zum Verwaltungsgebiet der bezirksfreien Stadt Hebi. Xun hat eine Fläche von 1.021 km² und zählt 680.700 Einwohner (Stand: Ende 2018). Sein Hauptort ist die Großgemeinde Chengguan (城关镇).
Die Große Buddha-Statue und die Steinschnitzereien des Dapishan (Dapishan moya Dafo ji shike 大丕山摩崖大佛及石刻) aus der Zeit der Nördlichen Dynastien bis Ming-Dynastie stehen seit 2001 auf der Liste der  Denkmäler der Volksrepublik China (5-458).